# Jeffersonville (Ohio)
Pour les articles homonymes, voir Jeffersonville.
Jeffersonville est un village américain situé dans le comté de Fayette, dans l'Ohio. Selon le recensement de 2010, sa population est de 1 203 habitants.